# Великий Липовець
Вели́кий Липове́ць — село у Конятинській сільській громаді Вижницького району Чернівецької області України. Мешканці села — українці, котрі належать до етнографічної групи гуцулів.

## Географія
Село розташоване неподалік від Довгопілля та приблизно за 44 км. автошляхами від міста Вижниця.

## Історія
Колись територія поселення входила до древньоруської держави Київська Русь, пізніше — Галицько-Волинської державності. У середньовічні часи входило до складу Молдовського князівства. З 1775 у складі Австрійської монархії, частина імперського краю Буковина. З 28 листопада 1918 року разом зі всім буковинським краєм окупована Румунією.
З 1940 року окуповане радянськими військами, і ввійшло до складу новоствореної Чернівецької області в УРСР. Однак, вже 1941 року румуни, як союзники нацистської Німеччини, відновили окупаційну владу в селі, але знов-таки — лише до 1944 року.
У 1944 році село, як і вся Північна Буковина, було остаточно окуповане радянськими військами. 
З 1991 року в складі незалежної України.
26 січня 2017 року шляхом об'єднання Довгопільської, Конятинської та Яблуницької сільських рад село увійшло до Конятинської сільської громади.

## Населення
Згідно з переписом 2001 року в селі Великий Липовець мешкало 167 осіб. Етнографічна група мешканців села — гуцули.